# 文聖里 (臺南市)
22°59′03″N 120°14′41″E / 22.9840282°N 120.2447821°E
文聖里為中華民國臺南市東區轄下之一里，位於虎尾寮重劃區，面積約0.4065平方公里。以中山高速公路為東界且經過與仁德區為界，西臨富農街二段，南界以裕文路與復興里為界，北至裕平路與關聖里。在轄區戶數人口方面，文聖里於民國100年12月時，共約1789戶，20鄰，5526人。

## 里名釋義及沿革
文聖里因轄區沿著裕文路而名之，是為關聖里分出，95年1月成立本里，6月選出本里第一任里長鄭峯鳴先生。現任里長為鄭峯鳴之妻鄭林勝時。
另外，由於本里在虎尾寮重劃區裡是唯一沒有社區活動中心的里，未來將在文聖公園內新建社區活動中心。

## 里內設施
- 文聖公園
- 臺南市東區裕文國民小學
- 統一超商台南裕文門市